# サンデープロジェクト糾弾事件
サンデープロジェクト糾弾事件（サンデープロジェクトきゅうだんじけん）とは、テレビ朝日系の番組『サンデープロジェクト』において、ハンナン（現：ハニューフーズ）が起こした偽装食肉事件（ハンナン事件）に関する報道VTRを放映する直前に、生放送中のスタジオ内で出演者たちによる差別発言があったとして部落解放同盟中央本部が抗議し、糾弾闘争に発展した事件である。

## あらまし
2005年1月23日のサンデープロジェクトでは、特集コーナーでハンナン偽装食肉事件で公金50億円を騙し取った浅田満に関するVTR「『食肉のドン』の犯罪―政官業利権構造」を放映した。同VTRはジャーナリストの大谷昭宏と内田誠による取材の成果に基づき、2週にわたり放映予定のものであり、同日に第1弾が放映された。

### 問題視された発言
問題視されたのはVTRによる報道内容ではなく、VTR放映直前に番組コメンテーターの田原総一朗と高野孟が交わした発言である。
田原「この人（浅田満）をやらないマスコミが悪いんですよ。この人が被差別部落のなんとかといってね、恐ろしがっている。何にも恐ろしくない。本当はね。」
高野「タブー視されてきた。」
田原「それを大谷さんがやるんだよね。この人は被差別部落をタブー視しないからできる。」
高野「大阪湾に浮くかもしれない。」
司会のうじきつよしは「危ないですよ2人とも」と割って入ったが、生放送中にやりとりを聞いていたテレビ朝日及び番組を共同製作する朝日放送のプロデューサー2名の判断で、番組中にお詫びのアナウンスを行った。放送後にテレビ局に抗議電話が入り、部落解放同盟にも放送を問題視する電話が相次いだとされる。視聴者から「差別発言があった」と指摘を受けた部落解放同盟はVTRを確認後、同年1月27日にテレビ朝日に対して抗議を申し入れた。

### 問題点
部落解放同盟は『解放新聞』において以下の点が問題であるとしている。
1. 田原の発言が、浅田被告と被差別部落を短絡的に意識的に結び付けている。
2. 高野の発言が、部落問題を取り上げると「大阪湾に浮く」など身に危険が及ぶと暗に指摘した内容になっており、被差別部落への強烈な予断と偏見を視聴者に植えつけるものになっている。
3. 「50億円の犯罪」という特集タイトルであるにもかかわらず、VTR放映前の説明は部落差別のタブーに挑戦というものになっており、趣旨が歪曲されている。

## 謝罪
翌週の1月30日の『サンデープロジェクト』では、先週の放映について司会の宮田佳代子が「先週の放送の冒頭のコーナー」「特集を説明するくだり」について「お詫び」を述べた。
続いて田原、高野、うじきが発言について謝罪した。田原は「（放送後に田原が古い友人からもらった手紙に書かれていたのは）浅田被告の犯罪は憎む、しかし浅田被告の犯罪と部落差別とは別のものであると、それを田原さんの発言は結びつけるような発言があったと、残念だと。（略）もうひとつ、あたかも被差別部落を取材することが困難、タブーであるようなことを言ったと。（略）私の深層のなかでそういうものがあったのかなということを非常に反省しています」と述べた。高野孟は「（人権意識普及向上のために活動してきたつもりであった）そういう私が差別と犯罪を結びつけるような印象を与える発言をしたことに、まことに申し訳なく思っています」と述べた。うじきも「軽率なところがありました」と述べた。
これら出演者による謝罪を前置きとしたうえで、同報道企画VTRの第2弾が放映された。

## その後
テレビ朝日の広瀬道貞会長は「この問題で、社内から共感、擁護する声はなく、法にも違反した、メディアとして許されないことだと思っている」とコメントし、朝日放送の西村嘉郎社長は「発言内容などをみるとまさに差別。社として深刻に受け止めている」と述べている。
月刊『創』の報道によれば、部落解放同盟による指摘に同意する点ではテレビ局側と出演者側の双方に異議はなく、話し合いはスムーズに行われていたが、その後テレビ局側と出演者側で対応に違いが生じ、部落解放同盟との間で主張に隔たりが出てきたとされている。出演者・製作者合同で確認・糾弾会を行いたいとする部落解放同盟に対して、田原は「糾弾会にテレビ局のトップを出すのはおかしい」と主張し交渉が滞っていると報じられている。部落解放同盟とテレビ局との間の話し合いは、複数回の確認会と糾弾会を経て終結している。一時は田原の提案でテレビカメラを入れた糾弾会の開催も計画されたが合意に至らなかった。

## 部落解放同盟への批判
一連の事件に対し灘本昌久は「私も番組を見ていたが、部落差別として糾弾しなければならないような問題はなく、むしろ今回の糾弾なるものが部落解放運動によるハンナングループへの側面支援のようにとられる可能性がある（少なくとも私には側面支援とうつった）」と述べて、『サンデープロジェクト』に対する糾弾の中止を要求すると共に「部落解放を願うものとして、今回の番組への抗議や糾弾の内容は、部落解放運動の歴史を汚し、運動に対する信頼を大きく損なうものであり、到底容認できるものではない」と、番組に対する糾弾と部落解放同盟による抗議に対して批判した。